# Kozarevac Račanski
Kozarevac Račanski (1900-ig Kozarevac) falu Horvátországban Belovár-Bilogora megyében. Közigazgatásilag Nova Račához tartozik.

## Fekvése, éghajlata
Belovár központjától légvonalban 14, közúton 17 km-re délkeletre, községközpontjától 3 km-re délnyugatra, a Račačka mentén fekszik.

## Története
A falu területe a 17. századtól népesült be, amikor a török által elpusztított, kihalt területre folyamatosan telepítették be a keresztény lakosságot. 1774-ben az első katonai felmérés térképén „Kozarevecz” néven szerepel. A település katonai közigazgatás idején a szentgyörgyvári ezredhez tartozott.
Lipszky János 1808-ban Budán kiadott repertóriumában „Kozarevecz” néven szerepel.  
Nagy Lajos 1829-ben kiadott művében „Kozarevecz” néven 70 házzal, 396 katolikus vallású lakossal találjuk.
A katonai közigazgatás megszüntetése után Magyar Királyságon belül Horvát-Szlavónország részeként, Belovár-Kőrös vármegye Belovári járásának része volt. 1857-ben 372, 1910-ben 353 lakosa volt. Az 1910-es népszámlálás szerint a falu lakosságának 97%-a horvát anyanyelvű volt. 1918-ban az új szerb-horvát-szlovén állam, majd később Jugoszlávia része lett. 1941 és 1945 között a németbarát Független Horvát Államhoz, majd a háború után a szocialista Jugoszláviához tartozott. 1991-től a független Horvátország része. 1991-ben teljes lakossága horvát nemzetiségű volt. 2011-ben a településnek 109 lakosa volt.

## Lakossága
| Lakosság változása | Lakosság változása | Lakosság változása | Lakosság változása | Lakosság változása | Lakosság változása | Lakosság változása | Lakosság változása | Lakosság változása | Lakosság változása | Lakosság változása | Lakosság változása | Lakosság változása | Lakosság változása | Lakosság változása | Lakosság változása |
| ------------------ | ------------------ | ------------------ | ------------------ | ------------------ | ------------------ | ------------------ | ------------------ | ------------------ | ------------------ | ------------------ | ------------------ | ------------------ | ------------------ | ------------------ | ------------------ |
| 1857               | 1869               | 1880               | 1890               | 1900               | 1910               | 1921               | 1931               | 1948               | 1953               | 1961               | 1971               | 1981               | 1991               | 2001               | 2011               |
| 372                | 420                | 399                | 415                | 443                | 353                | 373                | 347                | 339                | 354                | 341                | 239                | 176                | 153                | 144                | 109                |

## Nevezetességei
A Szentlélek tiszteletére szentelt káplonája a nova račai plébánia filiája.